# 쿠벌러 라슬로
쿠벌러 라슬로(헝가리어: Kubala László, 슬로바키아어: Ladislav Kubala 라디슬라우 쿠발라, 스페인어: Ladislao Kubala 라디슬라오 쿠발라[*], 1927년 6월 10일 ~ 2002년 5월 17일)는 헝가리의 전 축구 선수이자 축구 감독이다.
그의 아버지는 슬로바키아계이고, 어머니는 폴란드와 슬로바키아, 헝가리의 피가 섞여있다. 쿠벌러는 선수 시절 여러 유럽 국가의 팀에서 뛰었다. 그 중에서 가장 많은 경기를 뛴 팀은 FC 바르셀로나로 프리메라리가를 4번 우승하였다.
또한 그는 여러 국가 대표팀에도 뛰었는데, 체코슬로바키아 축구 국가대표팀에서 6경기 4골, 헝가리 축구 국가대표팀에서 3경기를 뛰었다. 그가 가장 많은 경기를 뛴 팀은 스페인 축구 국가대표팀은 19경기 11골을 기록하였다. 이외에도 카탈루냐 축구 국가대표팀과 유럽 11에서도 뛴 기록이 있다. 감독으로는 주로 스페인의 클럽팀을 맡았으며, 또한 11년간 스페인의 감독을 맡기도 하였다.